# Věteřov
Věteřov (německy Wieterschau) je obec v okrese Hodonín v Jihomoravském kraji. Leží šest kilometrů západně od Kyjova. Žije zde 524 obyvatel. Obec je obehnána polnostmi, pouze z malé části na východě hraničí s lesem. Část okolí náleží k chráněným oblastem, jelikož zde rostou vzácné druhy bylin. Od roku 2002 je členem mikroregionu Babí lom. V jižní části katastru se nachází nejvyšší kopec Kyjovské pahorkatiny Babí lom s výškou 417 metrů. Přes kopec vedou zeleně a žlutě značené turistické trasy. O vlastnictví této lokality vede Věteřov spor se sousední obcí Strážovice.

## Název
Původ jména vesnice se zatím nepodařilo objasnit. Spojování s nářečním větr ("vítr") či německým Wetter ("počasí") zmiňované v regionální literatuře je mylné.

## Historie
První písemná zmínka o obci pochází z roku 1131 (Veteroue - 6. pád), avšak historie Věteřova je starší. Po zde nalezené keramice je pojmenována i část mladší doby bronzové tzv. věterská mladší doba bronzová. Jde o keramiku, kde jsou u hrdla nádoby dvě vlnky kolem dokola a náhodně mezi nimi vyryty malé tečky. Poloha obce se čas od času měnila. Zprvu lidé žili zřejmě pod tvrzí, aby byli v bezpečí před vpády nájezdníků. V klidnějších dobách se zase přesunuli blíže k vodním tokům. Dnes opět obec leží jen pár desítek metrů pod kopcem, kde kdysi stávala tvrz.
Na východním okraji katastru bývala ves Chrástovice, která se ve 14. století uvádí jako pustá. Dnes místo připomíná hájenka a les s názvem Chrástovec. V roce 1935 byl v obci založen spolek Sokol a v roce 1950 postavena škola.

## Obyvatelstvo
| Rok            | 1869 | 1880 | 1890 | 1900 | 1910 | 1921 | 1930 | 1950 | 1961 | 1970 | 1980 | 1991 | 2001 | 2011 | 2021 |
| -------------- | ---- | ---- | ---- | ---- | ---- | ---- | ---- | ---- | ---- | ---- | ---- | ---- | ---- | ---- | ---- |
| Počet obyvatel | 679  | 737  | 731  | 723  | 713  | 742  | 760  | 715  | 748  | 654  | 585  | 517  | 518  | 529  | 470  |
| Počet domů     | 155  | 164  | 161  | 169  | 166  | 171  | 187  | 193  | 188  | 185  | 170  | 193  | 199  | 200  | 196  |

## Obecní správa

### Obecní symboly
Znak a vlajka byly obci uděleny rozhodnutím předsedy Poslanecké sněmovny Parlamentu České republiky dne 18. března 2003.

## Pamětihodnosti
- Tvrz Valy – archeologické naleziště, na kterém bylo v průběhu 80. a 90. let 20. století nalezeno množství keramiky – tzv. Věteřovská skupina
- Kostel svatého Cyrila a Metoděje, vybudovaný v roce 1902 z peněz věteřovských občanů. Roku 1909 byla na náklady křižovníků s červenou hvězdou postavena secesní fara.[11]
- Věteřovská naučná stezka vybudovaná v roce 2019 na polních a lesních cestách má 4 informační panely. Dva se věnují Věteřovské kultuře, jeden místní faunou a flórou a poslední zdejší myslivostí. Součástí je odpočinkové místo pro cyklisty s altánem.[12]
- Obecní muzeum v domě č. 207 v prvním patře nad knihovnou je otevřeno příležitostně či po dohodě. V archeologické expozici jsou mince, keramické nádoby, sekerky, dláta, náramky a měděné misky. V etnografické části je dobový nábytek, věteřovský kroj apod.
- V obci jsou tři kaple (Bílá, Červená a U Josífka), socha sv. Jana Nepomuckého, sv. Trojice, několik křížů a pomníků.
- Dřevěná zvonice z roku 2011 byla posvěcena věteřovským farářem Josefem Šedivým, později velmistrem Rytířského řádu křižovníků s červenou hvězdou.[13][14] Do roku 1902 na tomto místě stávala starší zvonice.

## Galerie

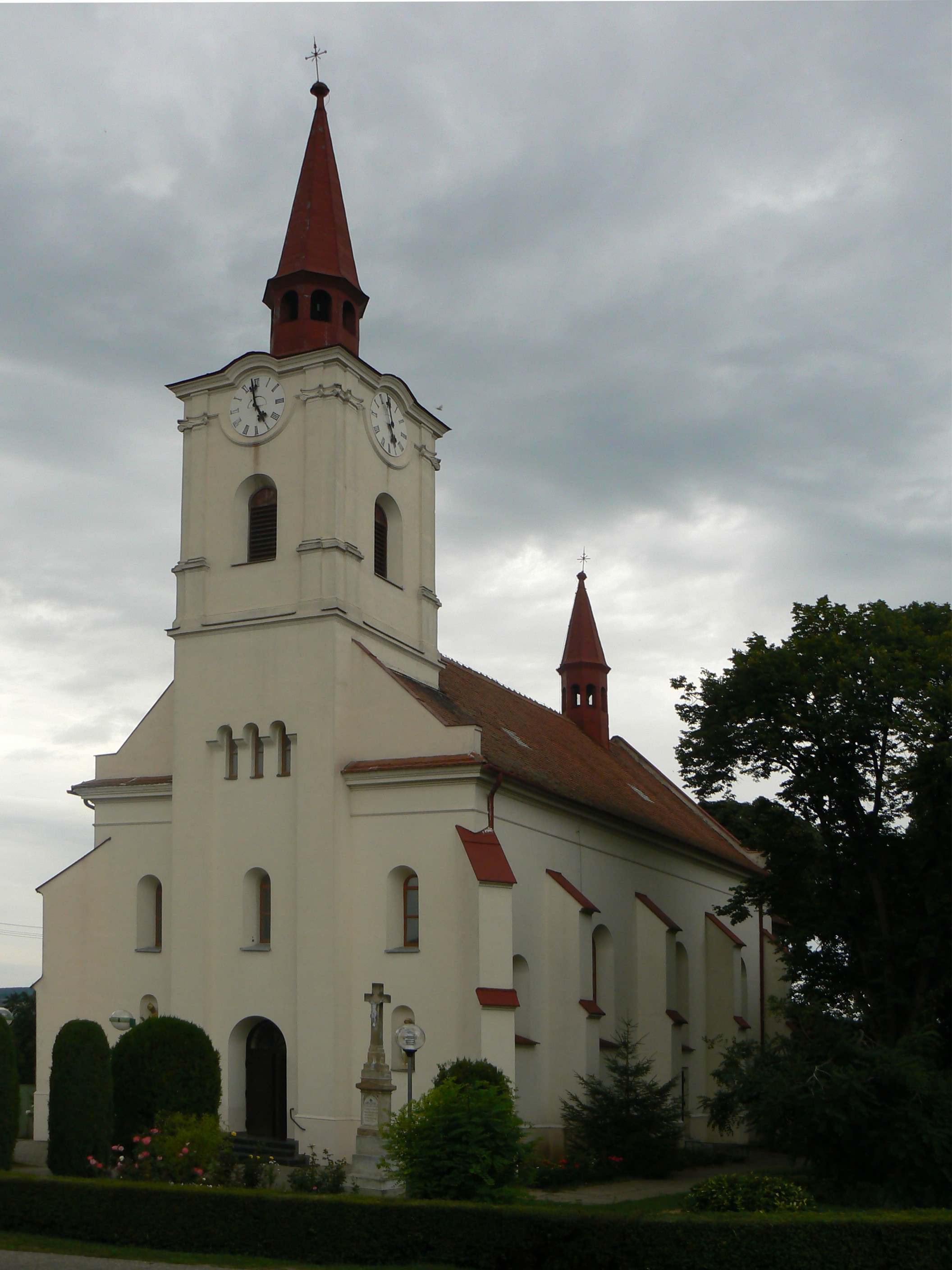
Kostel sv. Cyrila a Metoděje
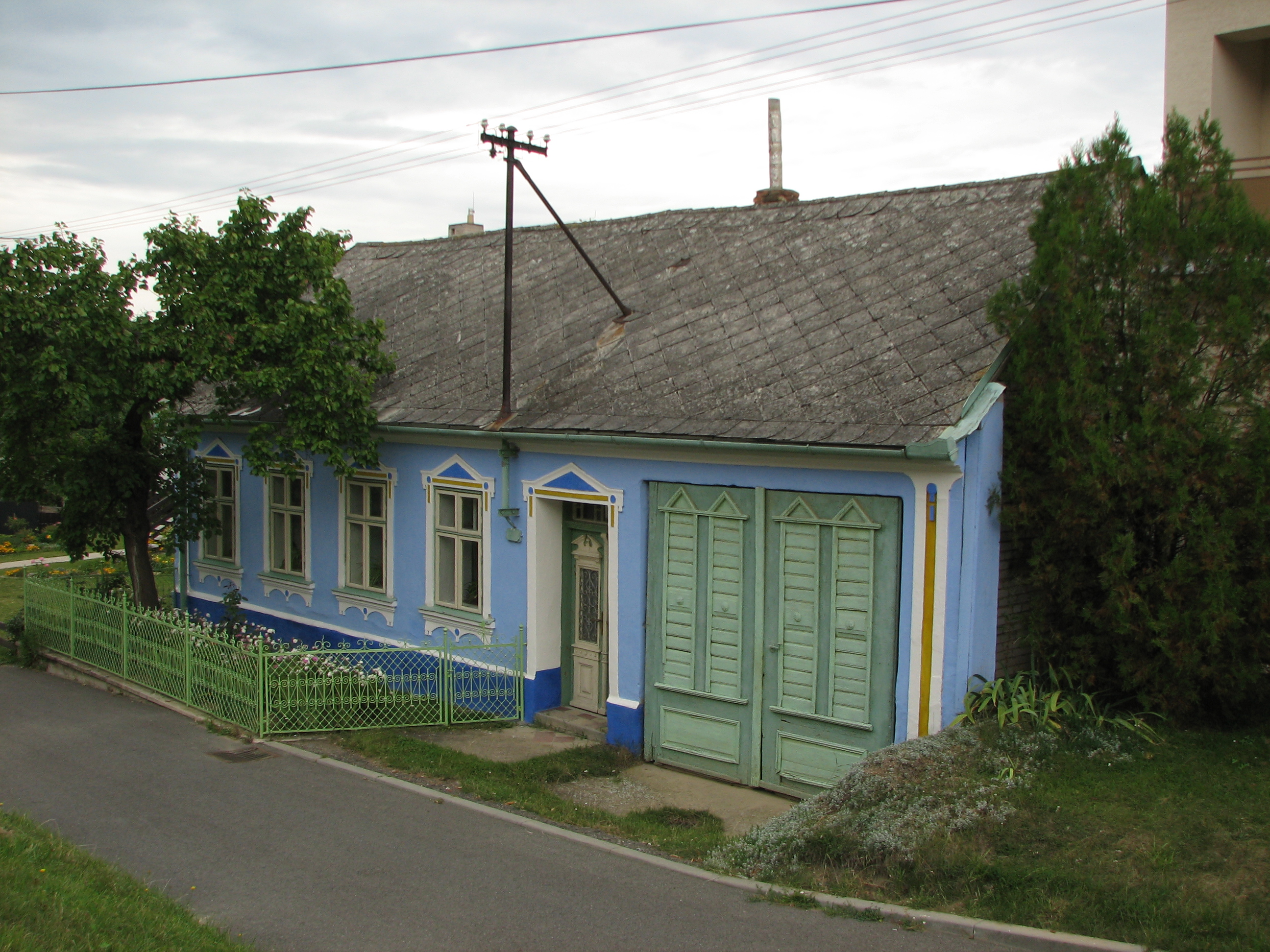
Původní lidová architektura
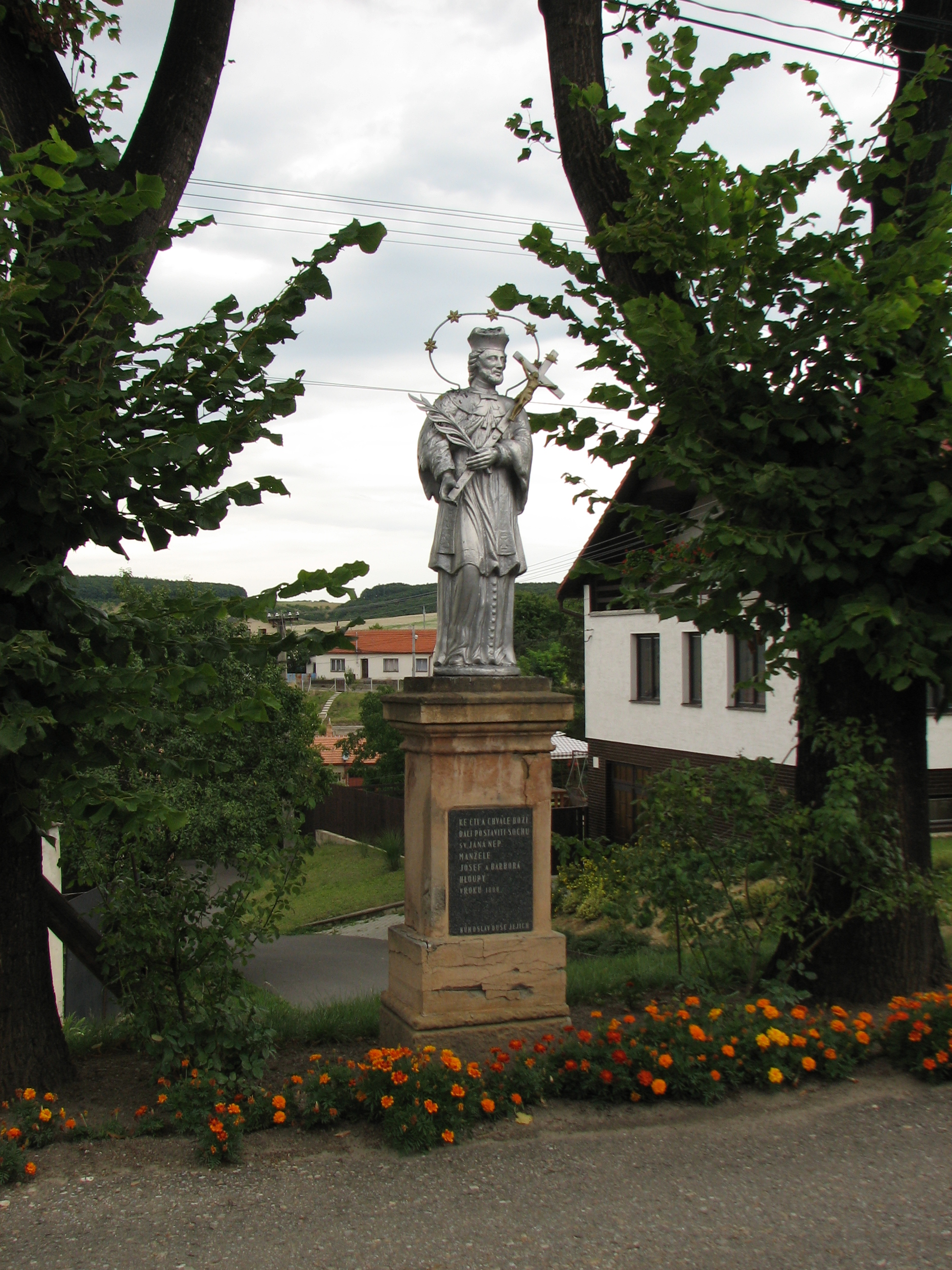
Socha svatého Jana Nepomuckého
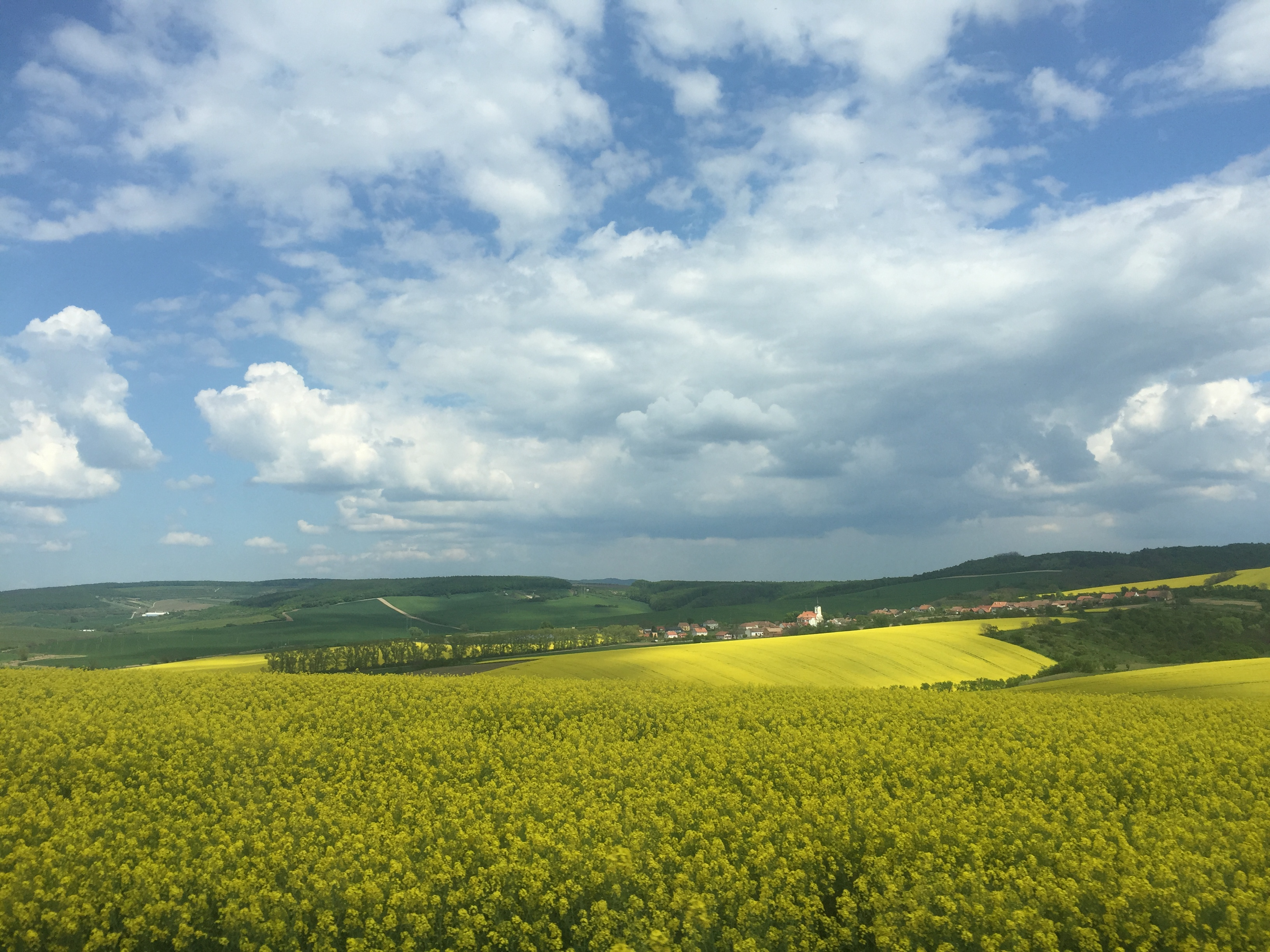
Krajina u Věteřova